# João Alves Filho

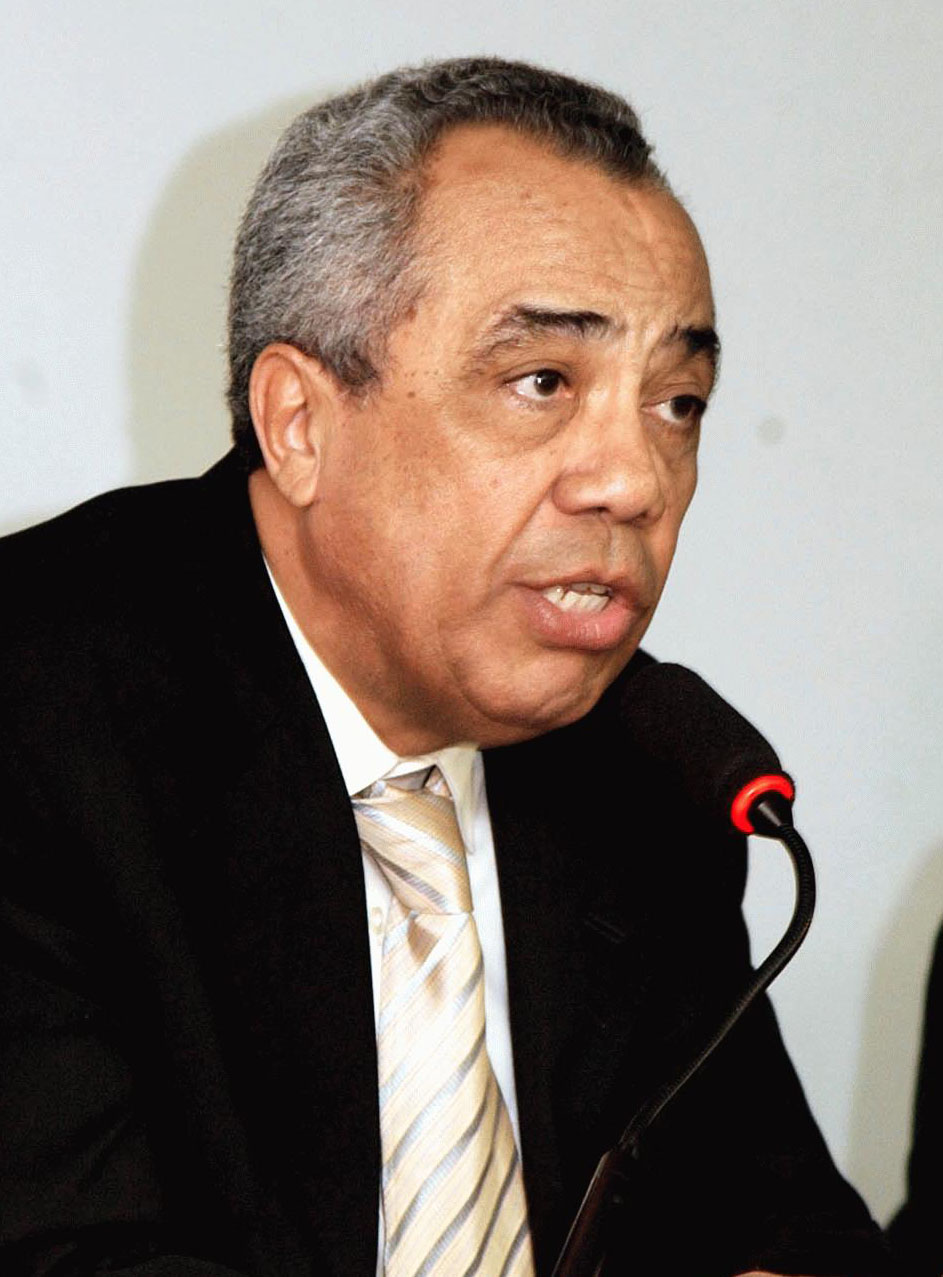
João Alves Filho

João Alves Filho (* 3. Juli 1941 in Aracaju, Sergipe; † 24. November 2020 in Brasilia) war ein brasilianischer Politiker.

## Leben
João Alves Filho wurde bei den Kommunalwahlen 2012 am 7. Oktober mit 52,72 % der Stimmen zum Stadtpräfekten von Aracaju gewählt. Er bekleidete dieses Amt bereits zwischen 1974 und 1977. Er war Gouverneur des Bundesstaates Sergipe in den Wahlperioden 1983–1987, 1991–1994 und 2003–2006. Von 1987 bis 1990 war er brasilianischer Innenminister.
Im Mai 2007 waren sein Sohn João Alves Neto und er Ziel der bundespolizeilichen Ermittlungen der Operação Navalha, bei der es um Betrugsdelikte bei Ausschreibungen für öffentliche Arbeiten im Rahmen des von Lula da Silva neu geschaffenen Wirtschaftsbeschleunigungsprogramms PAC (Programa de Aceleração do Crescimento) ging.
Er war mit der brasilianischen Senatorin Maria do Carmo Alves verheiratet. Gemeinsam hatten sie drei Kinder.
Alves Filho war Namensgeber zweier Fußballstadien Estádio João Alves Filho in den Städten Propriá und Gararu in Sergipe.
Er starb im November 2020 im Alter von 79 Jahren an den Folgen einer COVID-19-Erkrankung.